# 前293年
| 千纪： | 前1千纪 |
| 世纪： | 前4世纪 \| 前3世纪 \| 前2世纪 |
| 年代： | 前320年代 \| 前310年代 \| 前300年代 \| 前290年代 \| 前280年代 \| 前270年代 \| 前260年代                                                            |
| 年份： | 前298年 \| 前297年 \| 前296年 \| 前295年 \| 前294年 \| 前293年 \| 前292年 \| 前291年 \| 前290年 \| 前289年 \| 前288年                              |
| 纪年： | 周赧王二十二年 魯後文公十年 齊湣王八年 趙惠文王六年 魏昭王三年 韓釐王三年 秦昭襄王十四年 楚頃襄王六年 宋康王三十六年 衛嗣君四十二年 燕昭王二十一年 |

## 大事记
- 韓国、魏国聯合攻秦国，秦昭襄王以白起迎之，大敗二國聯軍於伊闕，斬首24萬，擒殺聯軍主將公孫喜。

## 逝世
- 公孫喜，戰国時期魏國将領。
- 衛嗣君，卫国君主